# Kostel svatého Václava (Krásný Dvůr)
Kostel svatého Václava je římskokatolický kostel v Krásném Dvoře v okrese Louny. Stojí v parčíku na návsi uprostřed vesnice.
Kostel bývá také uváděn jako kaple (kostel) zasvěcená Panně Marii. Postaven byl v novorománském slohu v roce 1861 a roku 1889 k němu přistavěli věž. Vnitřní novogotické zařízení pochází ze druhé poloviny devatenáctého století.